# Penkow
Penkow ist seit 2024 ein Ortsteil der Gemeinde Göhren-Lebbin im Westen des Landkreises Mecklenburgische Seenplatte in Mecklenburg-Vorpommern (Deutschland).

## Geografie
Penkow liegt inmitten der Mecklenburgischen Seenplatte. Das bis zu 100 m ü. NN liegende wald- und seenreiche Gebiet um Penkow liegt im unmittelbaren Einzugsbereich der vier „großen Seen“ (Müritz, Kölpinsee, Fleesensee und Plauer See), die in einem großen Bogen durch die Müritz-Elde-Wasserstraße verbunden sind. Die nächstgelegenen Städte sind Malchow (drei Kilometer entfernt), Röbel/Müritz (14 km) und Waren (Müritz) (18 km). Der Ort wird von der Landwirtschaft, einigen Gewerbebetrieben und zunehmend vom Tourismus (Reiterhöfe) geprägt.

## Geschichte
Erstmals urkundlich erwähnt wurde Penkow im Jahr 1309. Die Vorsilbe penk- kann einerseits aus der heiligen Zahl Fünf (indogermanisch), andererseits aus dem altslawischen Brauch des Panken/Penken (die Zukunft aus mit Runen beschnitzten Nussschalen lesen), hergeleitet werden. Kisserow wurde am 1. April 1959 eingemeindet. Im ehemaligen Penkower Gutshaus war ein Gastronomiebetrieb untergebracht. Zum 1. Januar 2024 wurde Penkow nach Göhren-Lebbin eingemeindet.

## Politik
Der Gemeinderat bestand (inkl. Bürgermeister) aus sechs Mitgliedern. Die Wahl zum Gemeinderat am 26. Mai 2019 hatte folgende Ergebnisse:
| Partei/Bewerber                    | Prozent | Sitze |
| ---------------------------------- | ------- | ----- |
| Wählergemeinschaft Penkow-Kisserow | 57,45   | 3     |
| Einzelbewerber Hoffmann            | 17,29   | 1     |
| Einzelbewerber Redmann             | 11,44   | 1     |
| Einzelbewerber Schacht             | 9,04    | 1     |

Bis zum Frühsommer 2021 war Heike Cordes Bürgermeisterin der Gemeinde. Sie wurde mit 88,46 % der Stimmen gewählt. Im Rahmen der Gemeindevertretersitzung am 13. September 2021 wurde Jörg Hoffmann als Bürgermeister gewählt. Durch den Wechsel war ein Platz der Gemeindevertretung unbesetzt.

## Wappen, Flagge, Dienstsiegel
Die Gemeinde Penkow verfügte über kein amtlich genehmigtes Hoheitszeichen, weder Wappen noch Flagge. Als Dienstsiegel wurde das kleine Landessiegel mit dem Wappenbild des Landesteils Mecklenburg geführt. Es zeigte einen hersehenden Stierkopf mit abgerissenem Halsfell und Krone und der Umschrift „GEMEINDE PENKOW“.

## Verkehrsanbindung
Penkow liegt an der Bundesstraße 192 zwischen Malchow und Waren (Müritz), weitere Verbindungsstraßen führen in die umliegenden Gemeinden Göhren-Lebbin und Walow. Die Autobahn-Anschlussstelle Waren an der Bundesautobahn 19 (Wittstock/Dosse – Rostock) ist etwa sieben Kilometer von Penkow entfernt. Der nächste Bahnhof befindet sich in der nahen Stadt Malchow (Bahnlinie von Waren (Müritz) über Lübz nach Parchim).